# Xanthorhoe veinapuncta
Xanthorhoe veinapuncta là một loài bướm đêm trong họ Geometridae.